# Генеральське (Ростовська область)
Генеральське — село в Родіоново-Несвітайському районі Ростовської області.
Входить до складу Волошинського сільського поселення.
Населення — 802 особи (2010 рік).

## Географія
Розташоване на лівому березі річки Тузлова.

### Вулиці
| - вул. В. Терешкової, - вул. Ворошилова, - вул. Зоряна, - вул. Звєздова, - вул. Клубна, - вул. Леніна, - вул. Лісова, | - вул. Лугова, - вул. Набережна, - вул. Панорамна, - вул. Садова, - вул. Казкова, - вул. Радянська, - вул. Тузлова, - пров. Клубний | - пров. Клубний, - пров. Північний, - пров. Сонячний, - пров. Затишний, - пров. Шкільний, - пров. Південний. |